# Philippe Gazeau
Pour les articles homonymes, voir Gazeau.
Philippe Gazeau, né à Niort en 1954, est un architecte urbaniste et professeur français. Il reçoit le prix de l'Équerre d'argent en 2000.

## Éléments biographiques
Philippe Gazeau est diplômé de l'École nationale supérieure d'architecture de Paris-La Villette en 1981, il ouvre son agence en 1984 à Paris.
Il réalise un grand nombre de programme d'équipements, parmi lesquels un complexe sportif à l'INSEP en 1993, le lycée Clavel à Paris en 1993, le centre sportif Biancotto à paris en 2000 (Prix de l’Équerre d'Argent), le Centre Culturel de Mouans-Sartoux en 2001 (Prix Environnent de la région PACA), un bâtiment regroupant bibliothèques, salles de travail et chambres pour l'École normale supérieure à Paris en 2006,, et de logements comme l'immeuble pour postiers rue de l'Ourcq à Paris en 1994 (Mention Spéciale du Prix Européen Mies Van Der Rohe et Mention du Prix de l’Équerre d'Argent, 81 logements quai François Mauriac à Paris en 1996 et 76 logements à Rennes, zac de la Courrouze en 2012.
Depuis quelques années son activité sa production s'est tournée vers la conception de projets de très grande échelle architecturale et urbaine comme la restructuration et reconstruction de l’hôpital Necker, la requalification du site Saupin à Nantes(avec FGP), ou le projet urbain EuroRennes (avec FGP).
Philippe Gazeau est également engagé dans la réflexion sur l'habitat et ses modes de production à travers le projet expérimental "(a)grandir Paris" sur les tours d'habitation de grande hauteur.
Il est associé gérant, avec Louis Paillard, de l'atelier d'urbanisme FGP (French Global Project), et membre depuis juin 2012 du conseil scientifique de l'Atelier International du Grand Paris.
Philippe Gazeau est membre du collectif French Touch, réunissant queinze agences d'architecture. Il enseigne à l'École nationale supérieure d'architecture de Paris-Val de Seine.

## Distinctions
Lauréat du concours « Plan architecture nouvelle » (PAN) en 1984 et des « Albums de la jeune architecture » l'année suivante, il reçoit également le « Prix de la première œuvre » du magazine Le Moniteur pour l'extension de l'école Gerbert, dans le 15e arrondissement de Paris.
En 1994, il obtient une mention au « Prix de l'Équerre d'argent » pour des logements construits rue de l'Ourcq, dans le 19e. Le projet est finaliste du « Prix de l'Union européenne pour l'architecture contemporaine Mies van der Rohe », il obtient le prix spécial[réf. nécessaire].
Le « Prix de l'Équerre d'argent » lui est attribué en 2000 pour l'extension du Centre sportif Léon Biancotto, situé dans le 17e arrondissement,.